# 原田種眞
原田 種眞（はらだ たねまさ、1942年 - ）は日本の歴史小説作家。福岡県福岡市生まれ。西南学院大学経営学部卒業。

## 略歴
会社勤務の傍ら執筆活動を行う。1989年（平成1年）、九州の戦国武将・立花宗茂の波乱の生涯を描いた『火の槍 立花宗茂』にてデビュー。主に史実に沿った歴史小説を手掛ける。

## 作品リスト
※ 単行本の刊行順に記す。
- 火の槍 立花宗茂（1989年6月、叢文社、2001年12月、「立花宗茂 乱世をゆく鎮西の勇将」に改題の上廣済堂出版広済堂文庫） ISBN 4-331-60907-3
- 肥陽軍記 日本合戦騒動叢書5（1994年6月、勉誠社） ISBN 4-585-05105-8
- 黒田如水（1996年12月、勉誠社） ISBN 4-585-05027-2

### 共著
- 日本仁医物語（1984年、国書刊行会）
- 日本伝奇伝説大事典 （1986年10月、角川書店） ISBN 4-04-031300-3